# Liste der Bodendenkmale in Borkwalde
Die Liste der Bodendenkmale in Borkwalde enthält alle Bodendenkmale der brandenburgischen Gemeinde Borkwalde und ihrer Ortsteile auf der Grundlage der Landesdenkmalliste vom 31. Dezember 2020.
Die Baudenkmale sind in der Liste der Baudenkmale in Borkwalde aufgeführt.
| Gemarkung                                                           | Flur                                           | Kurzansprache                                                  | Bodendenkmalnummer | Bemerkung | Bild |
| ------------------------------------------------------------------- | ---------------------------------------------- | -------------------------------------------------------------- | ------------------ | --------- | ---- |
| Borkheide, Borkwalde, Brück, Freienthal, Neuendorf bei Brück (Lage) | 1, 2, 10, 11, 12, 13, 14, 18, 9, 3, 8, 1, 5, 6 | Grenzmarkierung deutsches Mittelalter, Grenzmarkierung Neuzeit | 30021              |           |      |